# Ото Николай
Карл Ото Еренфрид Николай (Carl Otto Ehrenfried Nicolai, 9 юни 1810 – 11 май 1849) е германски композитор, диригент, основател на Виенската филхармония.
Николай е известен на първо място със своята оперна версия на Шекспировата комедия „Веселите уиндзорки“ (Die lustigen Weiber von Windsor). В допълнение към 5-те опери Николай е композирал песни, произведения за оркестър, хор, ансамбъл и соло инструментални изпълнения.